# Pièces de théâtre des mummers
 (mai 2022).
La mise en forme du texte ne suit pas les recommandations de Wikipédia : il faut le « wikifier ».
Les points d'amélioration suivants sont les cas les plus fréquents. Le détail des points à revoir est peut-être précisé sur la page de discussion.
- Les titres sont pré-formatés par le logiciel. Ils ne sont ni en capitales, ni en gras.
- Le texte ne doit pas être écrit en capitales (les noms de famille non plus), ni en gras, ni en italique, ni en « petit »…
- Le gras n'est utilisé que pour surligner le titre de l'article dans l'introduction, une seule fois.
- L'italique est rarement utilisé : mots en langue étrangère, titres d'œuvres, noms de bateaux, etc.
- Les citations ne sont pas en italique mais en corps de texte normal. Elles sont entourées par des guillemets français : « et ».
- Les listes à puces sont à éviter, des paragraphes rédigés étant largement préférés. Les tableaux sont à réserver à la présentation de données structurées (résultats, etc.).
- Les appels de note de bas de page (petits chiffres en exposant, introduits par l'outil «  Source ») sont à placer entre la fin de phrase et le point final[comme ça].
- Les liens internes (vers d'autres articles de Wikipédia) sont à choisir avec parcimonie. Créez des liens vers des articles approfondissant le sujet. Les termes génériques sans rapport avec le sujet sont à éviter, ainsi que les répétitions de liens vers un même terme.
- Les liens externes sont à placer uniquement dans une section « Liens externes », à la fin de l'article. Ces liens sont à choisir avec parcimonie suivant les règles définies. Si un lien sert de source à l'article, son insertion dans le texte est à faire par les notes de bas de page.
- La présentation des références doit suivre les conventions bibliographiques. Il est recommandé d'utiliser les modèles {{Ouvrage}}, {{Chapitre}}, {{Article}}, {{Lien web}} et/ou {{Bibliographie}}. Le mode d'édition visuel peut mettre en forme automatiquement les références.
- Insérer une infobox (cadre d'informations à droite) n'est pas obligatoire pour parachever la mise en page.

Pour une aide détaillée, merci de consulter Aide:Wikification.
Si vous pensez que ces points ont été résolus, vous pouvez retirer ce bandeau et améliorer la mise en forme d'un autre article.

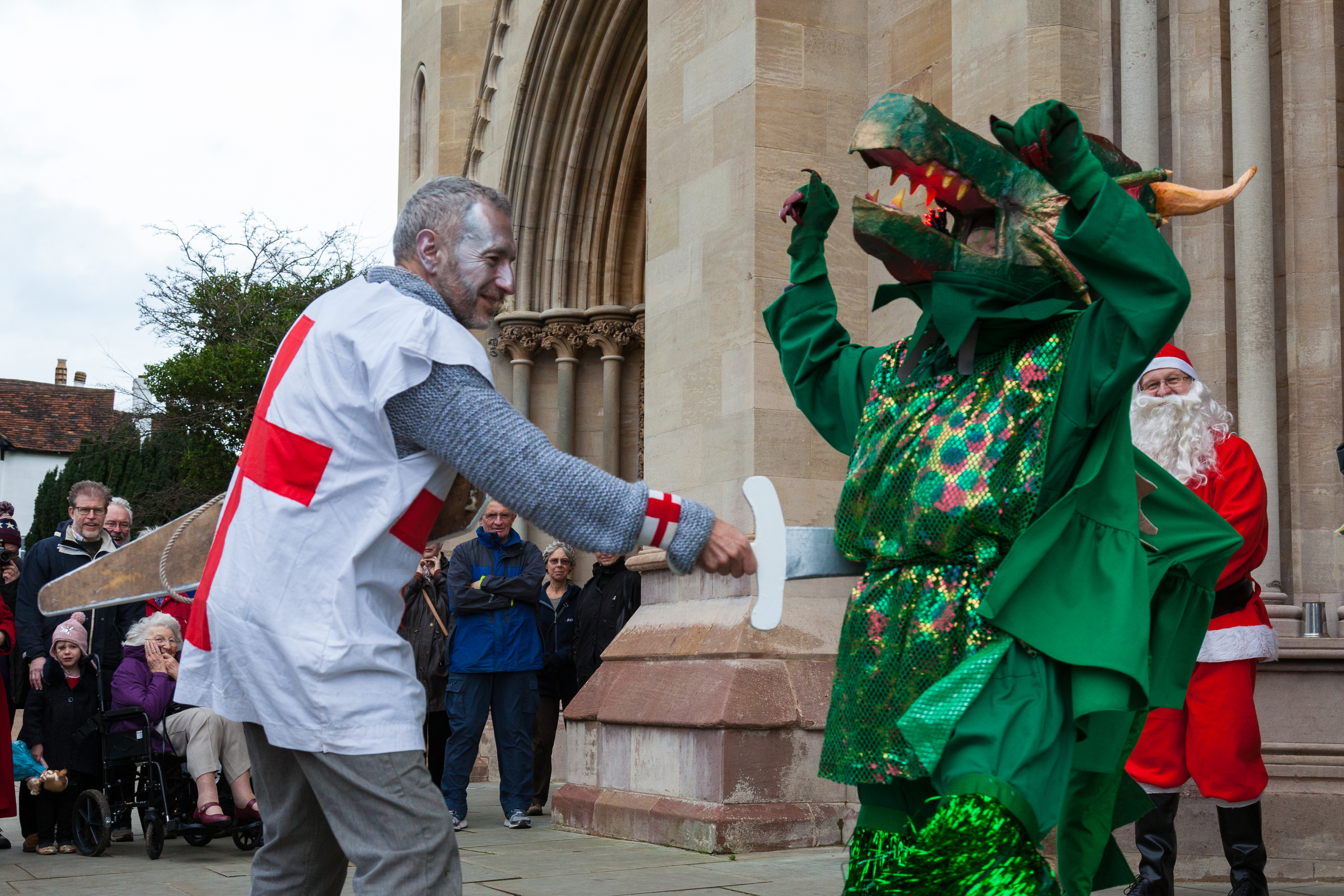
St. George tue le dragon, dans une représentation pour Boxing Day en 2015, par les St Albans Mummers.

Les pièces de théâtre des mummers sont des pièces folkloriques interprétées par des troupes d'acteurs amateurs, traditionnellement tous masculins, connus sous le nom de mummers ou de guisers (également appelés par des noms locaux tels que rhymers, pace-eggers, soulers, tipteerers, wrenboys et galoshins).
Historiquement, les pièces de théâtre des mummers consistaient en des groupes informels de membres costumés de la communauté qui se rendaient de maison en maison lors de diverses fêtes,,.
Aujourd'hui, le terme désigne davantage une pièce de théâtre dans laquelle plusieurs personnages sont appelés sur scène, dont deux s'engagent dans un combat, le perdant étant ressuscité par un personnage médecin. Cette pièce est parfois associée à une danse de l'épée bien que les deux existent également en Grande-Bretagne indépendamment.
Le mumming s'est propagé des îles britanniques à un certain nombre d'anciennes colonies britanniques. Il est parfois exécuté dans la rue mais plus généralement lors de visites de maisons et de pubs. Il est souvent pratiqué de manière saisonnière ou annuelle, comme à Noël, à Pâques ou durant le Plough Monday (le lundi des labours), et plus rarement à Halloween ou à la Toussaint. Il est généralement accompagné d'une collecte d'argent et d'autres coutumes similaires à celles de Halloween, Bonfire Night, wassailing, pace egging et la tradition du first-footing à la nouvelle année.
Bien que le terme mummers soit utilisé depuis le Moyen Âge, aucun détail de cette époque n'a survécu. Au départ, le terme a probablement été utilisé de manière vague pour décrire diverses interprétations de différents types.
Les premières preuves de pièces de mummers telles qu'elles sont connues aujourd'hui datent du milieu du 18e siècle. Attention toutefois à ne pas confondre les pièces de théâtre de mummers avec les Mystery Plays, un autre genre théâtral.

## Étymologie
L'origine du mot mummer est parfois attribué au terme moyen anglais mum ("silencieux") ou au terme grec mommo ("masque"). Toutefois il est plus susceptible d'être associé au terme de haut allemand précoce mummer ("personne déguisée", attesté par l'auteur Johann Fischart) et vermummen ("envelopper, déguiser, masquer son visage"), lui-même dérivé ou associé à mummen (attesté pour la première fois déjà en moyen haut allemand par une interdiction à Mühlhausen, Thuringe, 1351)  et mum(en)schanz, (Hans Sachs, Nuremberg, XVIe siècle). Ces derniers mots désignent à l'origine un jeu ou un lancer (schanz) de dés.
Ingrid Brainard soutient que le mot anglais "mommer" est en réalité dérivé du nom grec Momus, un dieu de la raillerie et de la moquerie.

## Aperçu
Les pièces de théâtre de mummers et de guisers étaient autrefois jouées dans une grande partie de la Grande-Bretagne et de l'Irlande anglophones, se répandant dans d'autres régions anglophones du monde, notamment à Terre-Neuve et à Saint-Kitts-et-Nevis. Il existe quelques équipes "traditionnelles" de mummers en Angleterre et en Irlande, mais il y a eu de nombreuses renaissances du genre mumming jusqu'au aujourd'hui, souvent associées aux groupes de morris et de danse de l'épée. Ces performances sont comparables à certains égards à d'autres à travers l'Europe.
Le 4 novembre 2017, à la suite d'une annonce similaire du Lewes Bonfire Council, l'Association des Mummers d'Angleterre et du pays de Galles (AMEW) a annoncé que les mummers cesseraient immédiatement la pratique du "black-face" ou du "blacking-up".
Spectacles largement comiques, le type le plus courant met en scène un médecin possédant une potion magique capable de ressusciter le personnage vaincu. Les premiers spécialistes du théâtre folklorique, influencés par The Golden Bough de James Frazer, avaient tendance à considérer ces pièces comme des descendants du rituel de fertilité préchrétien, mais les chercheurs modernes ont soumis cette interprétation à la critique.

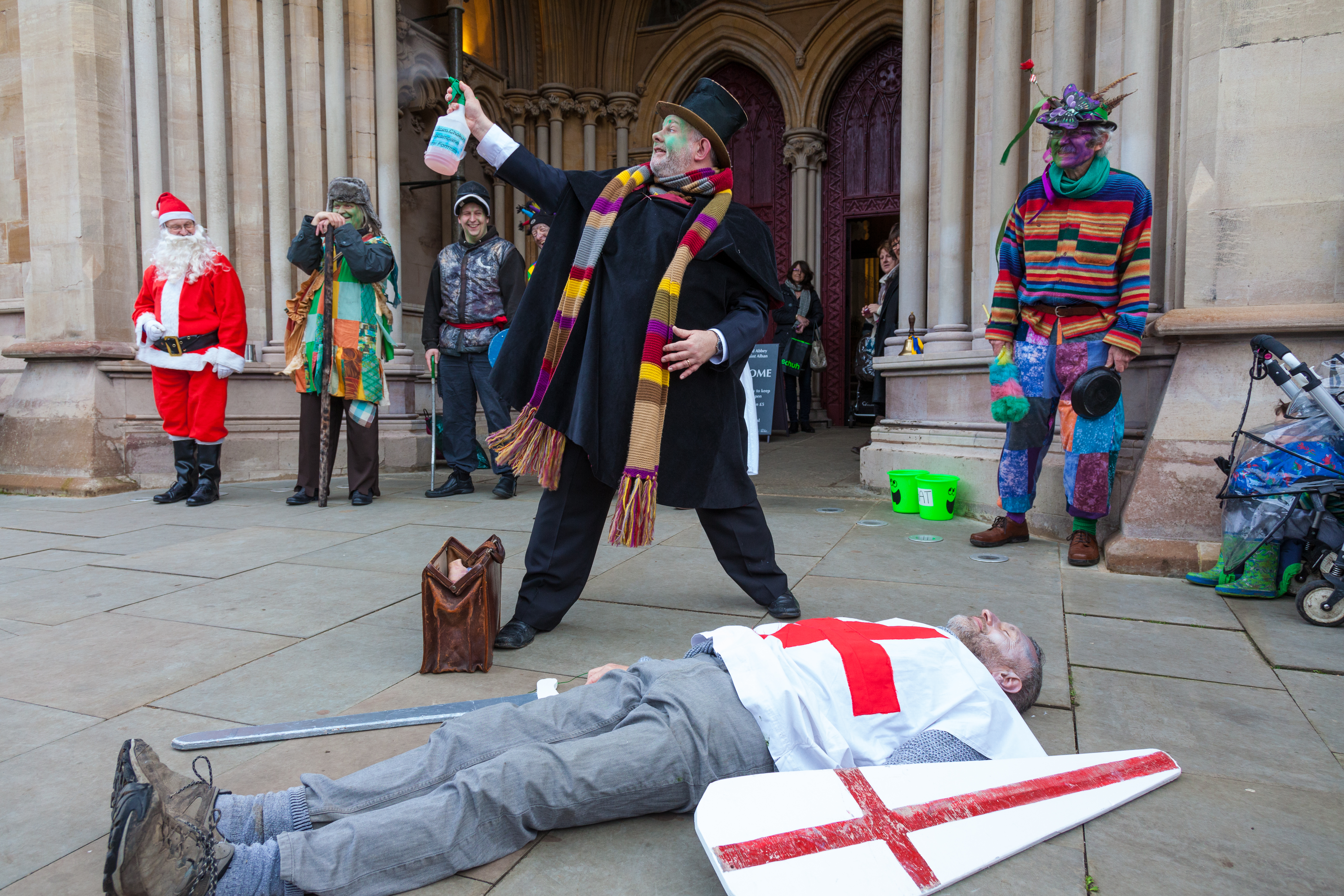
Le Docteur fait revivre saint George dans une production de 2015 des St Albans Mummers.

Les personnages peuvent être introduits dans une série de courts discours (généralement des couplets rimés) ou peuvent se présenter au cours de l'action de la pièce. Les personnages principaux, présentés dans une grande variété de manières, sont un héros, le plus souvent saint George, le roi George ou le prince George (Robin Hood dans les Cotswolds et Galoshin en Écosse), et son principal adversaire (connu sous le nom de chevalier turc dans le sud de l'Angleterre, mais nommé Slasher ailleurs), ainsi qu'un docteur charlatan qui vient redonner vie au mort. D'autres personnages incluent : le vieux Père Noël, présentant certaines des pièces de théâtre, le Fou et Belzébuth ou "Little Devil Doubt" (qui demande de l'argent au public).
À Ynysmeudwy, près de Swansea, des groupes de quatre garçons déguisés en Crwmpyn (le bossu) John, Indian Dark, Robin Hood et le docteur Brown ont joué la pièce de maison en maison lors de Bonfire Night et ont été récompensés par de l'argent.
Malgré la présence fréquente de saint Georges, le Dragon apparaît rarement bien qu'il soit souvent mentionné. Un dragon semble être apparu dans une pièce à Revesby en 1779, avec un "ver sauvage" (peut-être mécanique), mais il ne parlait pas. Dans les rares cas où le dragon apparaît et prononce des paroles, on peut remonter à une écriture cornique publiée par William Sandys en 1833.

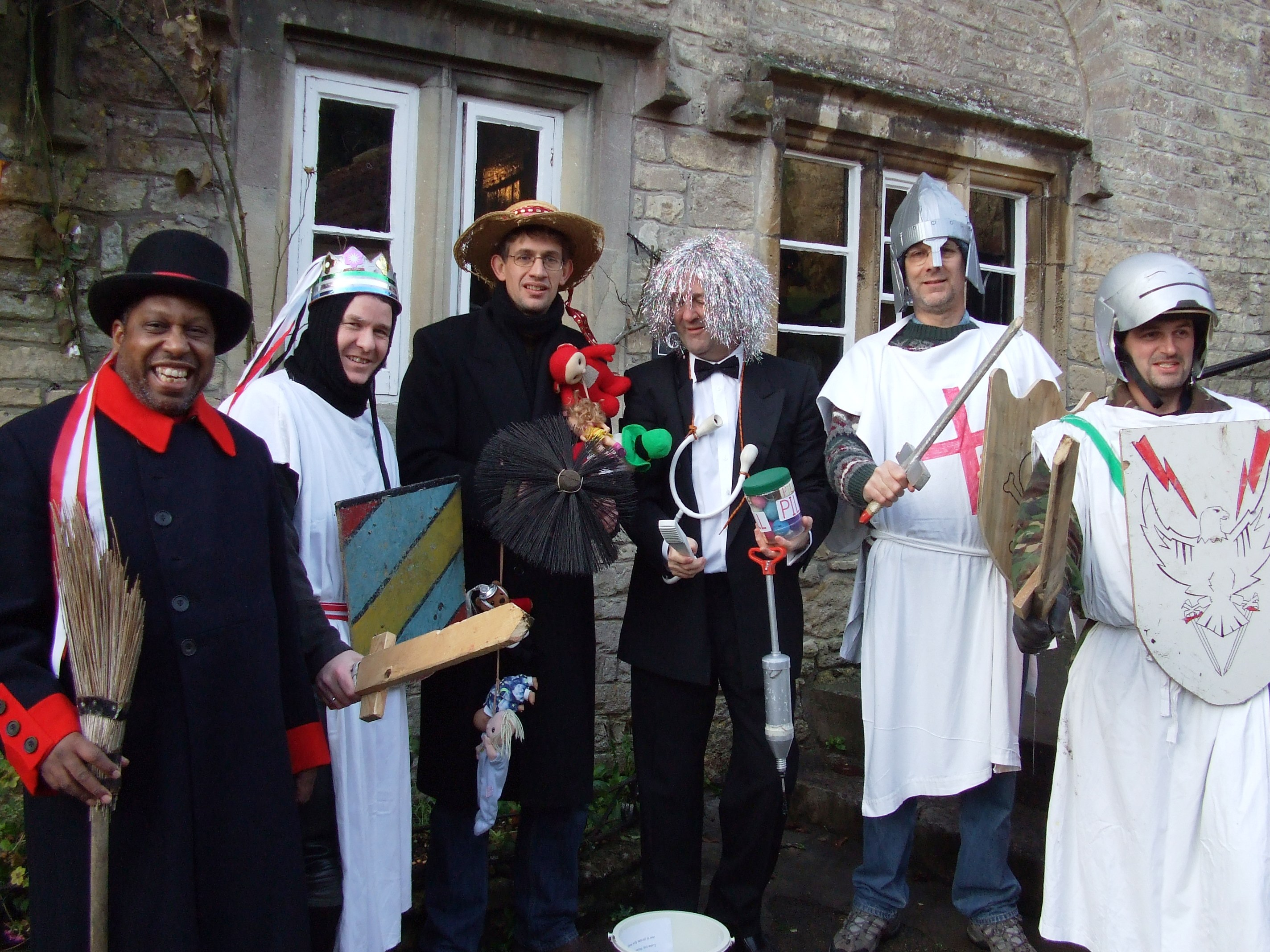
Les Weston Mummers jouent au Packhorse Inn, Southstoke le lendemain de Noël en 2007.

Les groupes de mummers portent souvent des chapeaux masquant le visage ou d'autres types de couvre-chefs et de masques, les visages de certains mummers sont noircis ou peints. En 1418, une loi fut votée interdisant "le mumming, les pièces de théâtre, les intermèdes ou tout autre déguisement avec des barbes feintes, des visières peintes, des visages déformés ou colorés de quelque manière que ce soit, sous peine d'emprisonnement". Cependant, de nombreux comédiens n'ont aucun déguisement facial.
Le mumming était un moyen de récolter de l'argent et la pièce se déroulait dans les grandes maisons. La plupart des versions anglaises du sud se terminent par l'entrée de "Little Johnny Jack sa femme et sa famille sur son dos". Johnny, traditionnellement joué par le plus jeune mummer du groupe, demande d'abord de la nourriture, puis de l'argent de manière plus urgente. La femme et la famille de Johnny Jack étaient soit des poupées dans une maison modèle, soit une photographie ou une image.

## Histoire

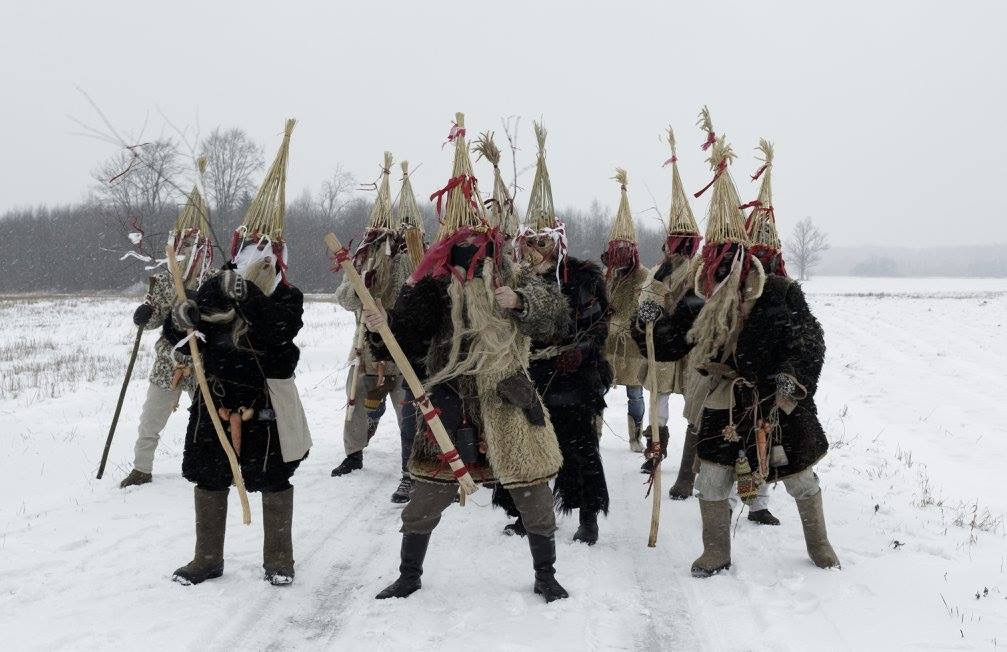
Groupe de mumming de Meteņi (Budēļi, Buduļi ou Būduļi) des régions de Zemgale et de Courlande en Lettonie, 2016

Les mummers et les guisers (interprètes déguisés) remontent au moins à 1296, lorsque les festivités pour le mariage de la fille d'Edouard Ier à Noël comprenaient des "mummers de la cour" ainsi que des "violonistes et ménestrels".
Ces festivités et leurs accoutrements ont peut-être été une forme précoce de masque, et l'utilisation précoce du terme "mumming" semble se référer spécifiquement à une performance de dés avec l'hôte pour des bijoux coûteux, après quoi les mimes rejoindraient les invités pour la danse, un événement enregistré en 1377 lorsque 130 hommes à cheval sont allés faire du "mumming" au prince de Galles, plus tard Richard II,.
Selon des sources allemandes et autrichiennes datant du XVIe siècle, lors du carnaval, des personnes portant des masques faisaient des visites de maison en maison en offrant un mum(en)schanz, un jeu de dés. Cette coutume était pratiquée par les roturiers ainsi que par la noblesse. Le mardi gras de 1557, Albert V, duc de Bavière, rendit visite à l'archevêque de Salzbourg et joua avec lui une partie de dés. Un incident similaire, impliquant un Anglais, est attesté pour la cour de France par le comte et chroniqueur allemand Froben Christoph von Zimmern : lors du carnaval de 1540, alors que le roi de France François Ier résidait à Angers, un Anglais (ain Engellender) portant un masque et accompagné d'autres personnes masquées rendent visite au roi et lui offrent un momschanz (jeu de dés).
Alors que mum(en)schanz n'était pas seulement joué par des personnes masquées, et pas uniquement pendant le carnaval, le mot allemand mummenschanz a néanmoins pris le sens de "costume, mascarade" et, au 18e siècle, avait perdu son association avec le jeu et les dés. En dehors de cette association, il n'y a aucune preuve claire liant ces coutumes de la fin du Moyen Âge et du début de l'ère moderne au mumming anglais.

## Preuve textuelle

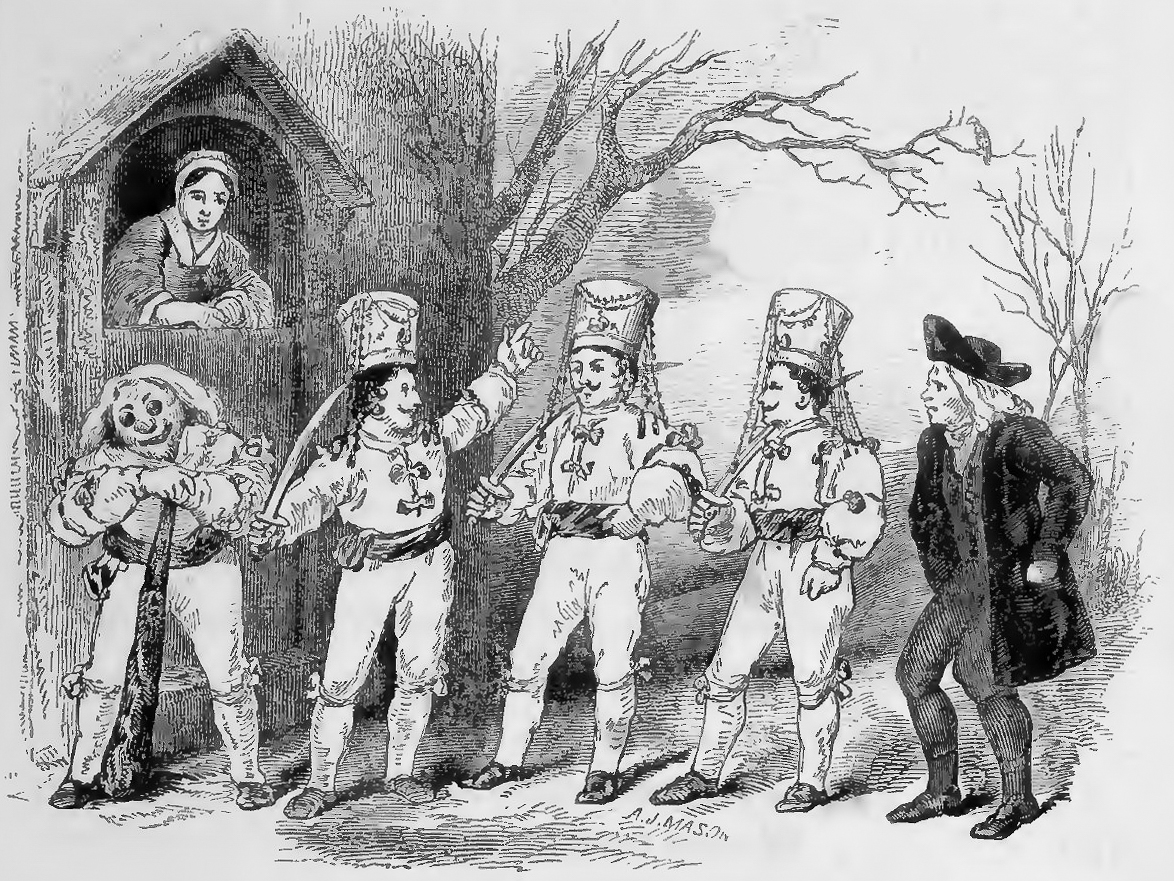
Une représentation de 1852 d'une pièce de théâtre anglaise jouée par des mummers.

Bien qu'il y ait des indices antérieurs (comme un discours fragmentaire de St George d'Exeter, Devon, qui peut dater de 1737, bien que publié en 1770), le premier texte complet de la pièce "Doctor" semble être un recueil non daté d'Alexandre et le roi d'Égypte, publié par John White (mort en 1769) à Newcastle upon Tyne entre 1746 et 1769. La première version la plus complète d'une pièce de mummers est probablement la pièce de 1779 "Morrice Dancers" de Revesby, Lincolnshire. Le texte intégral ("A petygree of the Plouboys or modes dancers songs") est disponible en ligne,. Bien que joué à Noël, ce texte est un précurseur des pièces du East Midlands Plough Monday. Un texte d'Islip, Oxfordshire, remonte lui à 1780.
Un texte de pièce qui avait, jusqu'à récemment, été avait été considéré comme venant de Mylor en Cornouailles (très cité dans les premières études de pièces folkloriques, telles que The Mummers Play de RJE Tiddy - publié à titre posthume en 1923 - et The English Folk-Play (1933) par EK Chambers) a maintenant été démontré, par des recherches généalogiques et autres, comme étant originaire de Truro (Cornouailles), vers 1780,. Une pièce de théâtre d'une localité inconnue du Cheshire, près de la frontière avec le Pays de Galles, date d'avant 1788.
Des versions chapbook de The Christmas Rhime ou The Mummer's Own Book ont été publiées à Belfast, vers 1803-1818. Une pièce de théâtre de mummers de Ballybrennan, comté de Wexford, Irlande, datant d'environ 1817-18, a été publiée en 1863. C'est du XIXe siècle que dérivent l'essentiel des textes enregistrés.
Le mumming, en tout cas dans le sud de l'Angleterre, a connu son apogée à la fin du XIXe siècle et dans les premières années du XXe siècle. La plupart des groupes de mummers traditionnels (appelés "sides") se sont arrêtés avec le début de la Première Guerre mondiale, mais pas avant d'avoir attiré l'attention des folkloristes. Dans la seconde moitié du XXe siècle, de nombreux groupes ont été relancés, principalement par des passionnés de musique et de danse folkloriques. Les pièces relancées sont fréquemment jouées dans les auberges et les maisons publiques à la période de Noël et la mendicité est faite pour une œuvre de bienfaisance plutôt que pour les comédiens eux-mêmes.

## Variantes saisonnières locales

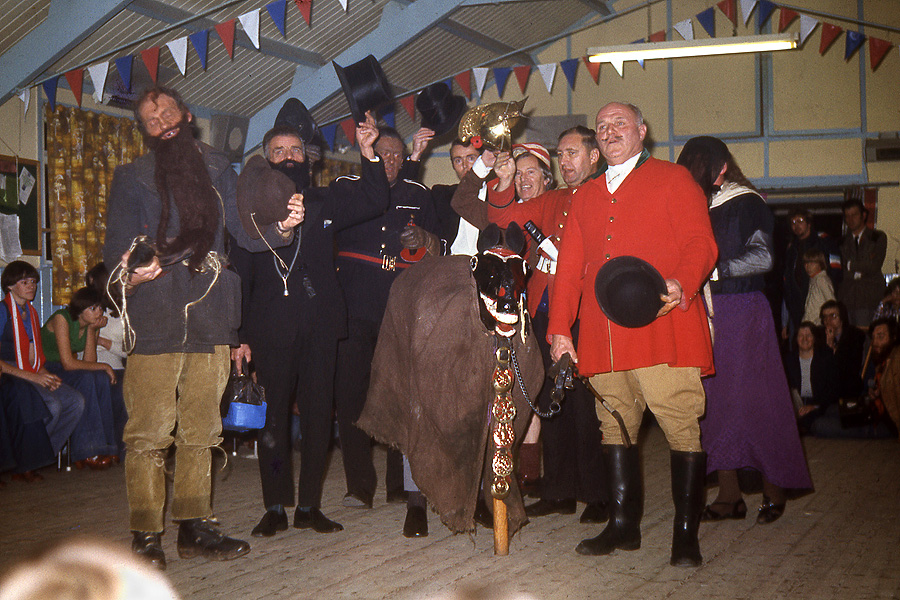
Le groupe Antrobus Soul Cakers, au milieu des années 1970, réuni autour de Dick, leur "cheval sauvage".

Bien que la saison principale des mummers dans toute la Grande-Bretagne se situe aux alentours de Noël, certaines parties de l'Angleterre avaient des pièces de théâtre jouées autour de la Toussaint (connue sous le nom de Souling ou soul-caking) ou de Pâques (Pace-egging ou Peace-egging ). Dans le nord-est de l'Angleterre, les pièces sont traditionnellement associées aux danses de l'épée (Sword dances ou Rapper dances).
Dans certaines parties de la Grande-Bretagne et de l'Irlande, les pièces sont traditionnellement jouées le Plough Monday (lundi des labours) ou à proximité. Celles-ci sont donc connues sous le nom de Plough plays ("pièces des labours" ou "pièces des charrues") et les interprètes sous le nom de Plough-jags, Plough-jacks, Plough-bullocks, Plough-stots ou encore Plough witches. Ces pièces des East Midlands d'Angleterre (principalement le Lincolnshire et le Nottinghamshire) présentent plusieurs personnages de base différents (dont un sergent recruteur, Tom Fool, Dame Jane et la "Lady bright and gay"). La tradition veut que les Ploughboys (littéralement les laboureurs) jouaient leurs pièces de maison en maison et se produisaient en échange d'argent ou de cadeaux, certaines équipes tirant une charrue et menaçant de labourer les jardins ou le chemin des gens s'ils ne payaient pas. Des exemples de la pièce ont été trouvés au Danemark depuis la fin des années 1940.

### Angleterre
Autour de Sheffield et dans les régions voisines du nord du Derbyshire et du Nottinghamshire, une version dramatisée de la chanson folklorique bien connue de Derby Ram, connue sous le nom de Derby Tup (un autre mot pour bélier), est interprétée, depuis au moins 1895, par des troupes d'hommes. La brève pièce est généralement introduite par deux personnages, un vieil homme et une vieille femme. Le bélier était généralement représenté par un homme, penché en avant, couvert d'un sac et portant un manche à balai avec une tête de mouton en bois grossièrement attachée. Le bélier a été tué par un boucher, et parfois un autre homme tenait une bassine pour recueillir le "sang". Il existe une version de Sheffield où le bélier est tué puis ramené à la vie par le Docteur. Il s'agit de la pièce principale interprétée par les Northstow Mummers basés à Cambridge.[réf. nécessaire]
Une pièce de théâtre ' Owd' Oss (Old Horse), une autre chanson folklorique dramatisée dans le Yorkshire, était également connue à peu près dans la même région, à la fin du XIXe siècle  et au début du XXe siècle, aux alentours de Noël. La coutume a persisté au moins jusqu'en 1970, date à laquelle elle était pratiquée dans des maisons privées et des pubs à Dore le jour de l'An. Un groupe d'hommes accompagnait un cheval d'agrément (soit une tête en bois, avec des mâchoires actionnées par des cordes, soit un vrai crâne de cheval, peint en noir et rouge, monté sur un poteau en bois afin que ses mâchoires claquantes puissent être actionnées par un homme se penchant sous un tissu pour représenter le corps du cheval) et chantait une version de The Old Horse ou Poor Old Horse, qui décrit un cheval décrépit proche de la mort.[réf. nécessaire]
Dans le Lincolnshire, des traditions similaires étaient connues sous le nom de "pièces de labour", dont beaucoup ont été recueillies par la folkloriste Ethel Rudkin.

### Irlande
Tous les scripts des pièces irlandaises connues sont en anglais bien que la coutume et la tradition irlandaises aient imprégné la coutume du mumming avec des personnages célèbres de l'histoire irlandaise - Colmcille, Brian Boru, Art MacMorrough, Owen Roe O'Neill, Sarsfield et Wolfe Tone. Les mummers sont similaires mais distincts des autres traditions telles que les wrenboys. Les personnages principaux sont généralement le capitaine, Belzébuth, Saint Patrick, le prince George, Oliver Cromwell, le docteur et Miss Funny.
La tradition des pièces des mummers est toujours présente dans des régions d'Irlande, notamment le comté de Fermanagh, le comté de Tyrone, le comté de Wexford et la région de Fingal du comté de Dublin. La pratique a été découragée par l'Église catholique au début du XXe siècle, mais semble s'être poursuivie malgré la condamnation. En 1935, les Carne Mummers ont été arrêtés pour leur spectacle de rue en vertu de la loi sur les salles de danse. À Fingal, la forme moderne de mummering a été rétablie par les Fingal Mummers dans les années 1980, et est maintenant documentée dans le cadre de l'Inventaire national irlandais du patrimoine culturel immatériel . Un festival est organisé chaque octobre à Fingal par une école locale, Scoil Seamus Ennis, qui a accueilli des troupes de mummers de toute l'Irlande et de l'Angleterre.

### Écosse
En 1831, Sir Walter Scott a publié une comptine qui avait été utilisée comme prélude à la Papa Stour Sword Dance, Shetland vers 1788. Il comporte sept personnages, Saint George, Saint James, Saint Dennis, Saint David, Saint Patrick, Saint Anthony et Saint Andrew, les sept champions de la chrétienté. Tous les personnages sont présentés à tour de rôle par le Maître, St. George. Il n'y a pas de véritable interaction entre les personnages, ni de combat ou de remède, il s'agit donc plus d'une "chanson d'appel" que d'une pièce de théâtre. Certains des personnages dansent des solos au fur et à mesure qu'ils sont présentés, puis tous dansent ensemble une danse de l'épée, qui culmine avec leurs épées enchevêtrées pour former un «bouclier». Ils dansent chacun avec le bouclier sur la tête, puis il est posé sur le sol et ils retirent leurs épées pour terminer la danse. St. George prononce un bref discours pour terminer la représentation.
Emily Lyle a capturé l'histoire orale de quatorze personnes des basses terres d'Écosse racontant leurs souvenirs des «drames folkloriques saisonniers» connus sous le nom de Galoshins.
S'appuyant sur le travail exceptionnel d'Emily Lyle, Brian Hayward a étudié la répartition géographique de la pièce en Écosse et a publié Galoshins: the Scottish Folk Play, qui comprend plusieurs cartes montrant les lieux où chaque version a été jouée. Ceux-ci sont ou étaient en grande partie à travers la ceinture centrale de l'Écosse, avec notamment une concentration de représentations inexpliquée à Ballater dans l'Aberdeenshire.
Inspirés par ces deux écrivains et par les pièces folkloriques du Scottish Storytelling Centre, les Meadows Mummers sont une troupe entièrement féminine qui se produisant dans des festivals locaux. En septembre 2019, elles ont participé à des représentations à l'école de musique écossaise de Barga, en Italie.

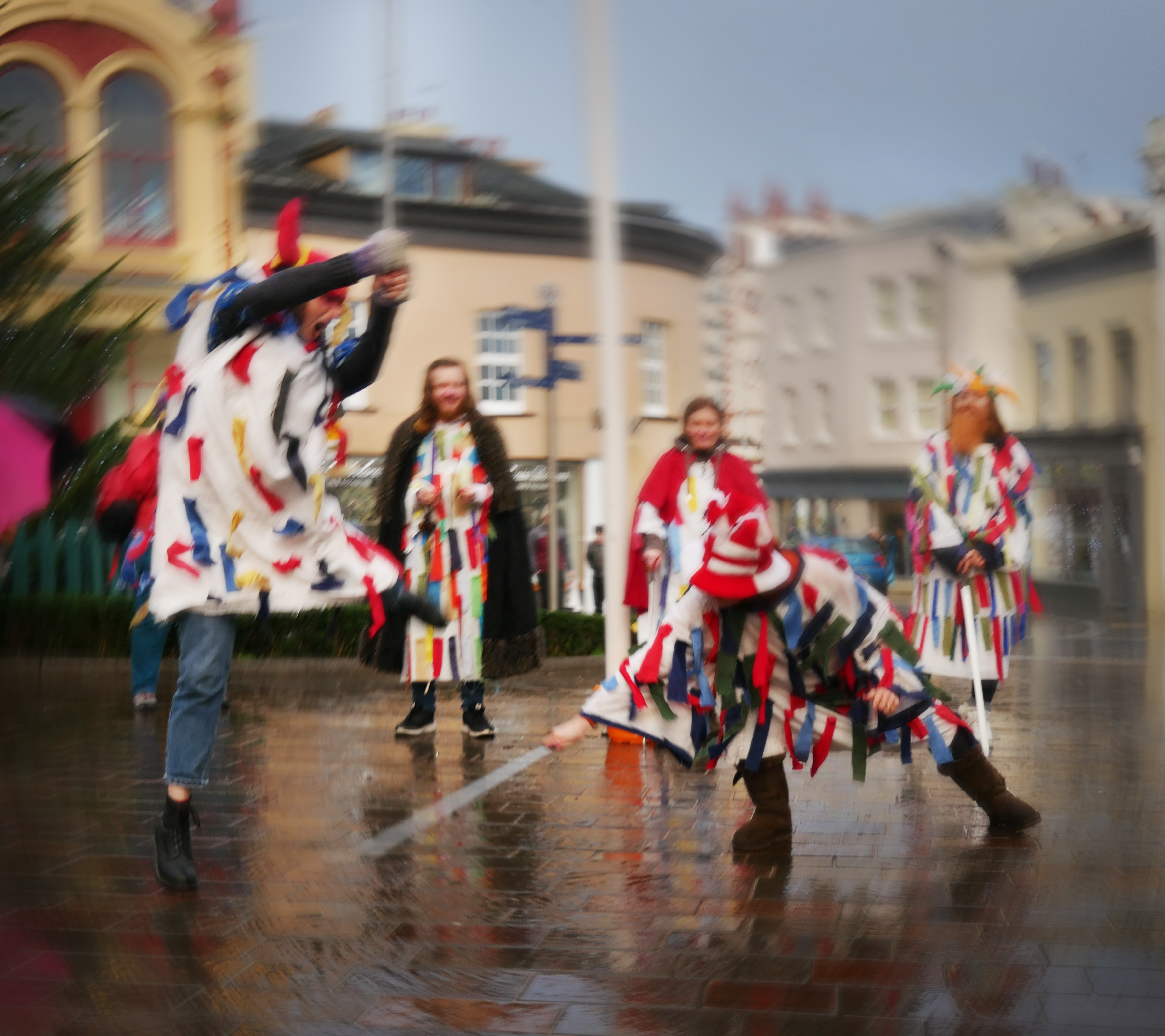
Les Saints se battent dans une performance des White Boys à Ramsey, en 2019.

### L'île de Man
Enregistrée pour la première fois en 1832, la pièce des Manx White Boys comprend une chanson et une danse de l'épée à sa conclusion. Bien que les personnages traditionnels clés incluent Saint-Georges, Saint-Patrick et d'autres, les versions modernes adaptent fréquemment la pièce aux préoccupations politiques contemporaines. Les personnages présentés depuis les années 1990 incluent Sir MHK, Sir Banker, un expert et un agent immobilier. Un livre sur les White Boys compilé et édité par Stephen Miller a été publié en 2010 Qui veut voir le numéro des White Boys ? Les pièces de mumming dans l'île de Man : un recueil de sources. Il continue d'être joué le samedi chaque année avant Noël.

### Philadelphie
À Philadelphie, chaque jour du Nouvel An, il existe un défilé célébrant les mummers et mettant en valeur leurs apparats et leur créativité. Ce grand défilé a une histoire dans l'ancien monde, les représentations à Philadelphie ayant commencées en 1900. Le défilé remonte aux racines du milieu du XVIIe siècle, mélangeant des éléments d'héritage suédois, finlandais, irlandais, anglais, allemand et d'autres héritages européens, ainsi que d'héritage africain. Cette célébration est liée à la tradition du mumming de Grande-Bretagne et d'Irlande. Les renaissances de cette tradition sont encore célébrées chaque année dans le South Gloucestershire, en Angleterre, le lendemain de Noël, ainsi que dans d'autres endroits en Angleterre et dans certaines parties de l'Irlande le jour de la Saint-Étienne, ainsi que dans la province canadienne de Terre-Neuve-et-Labrador.

## Autres types de mummers

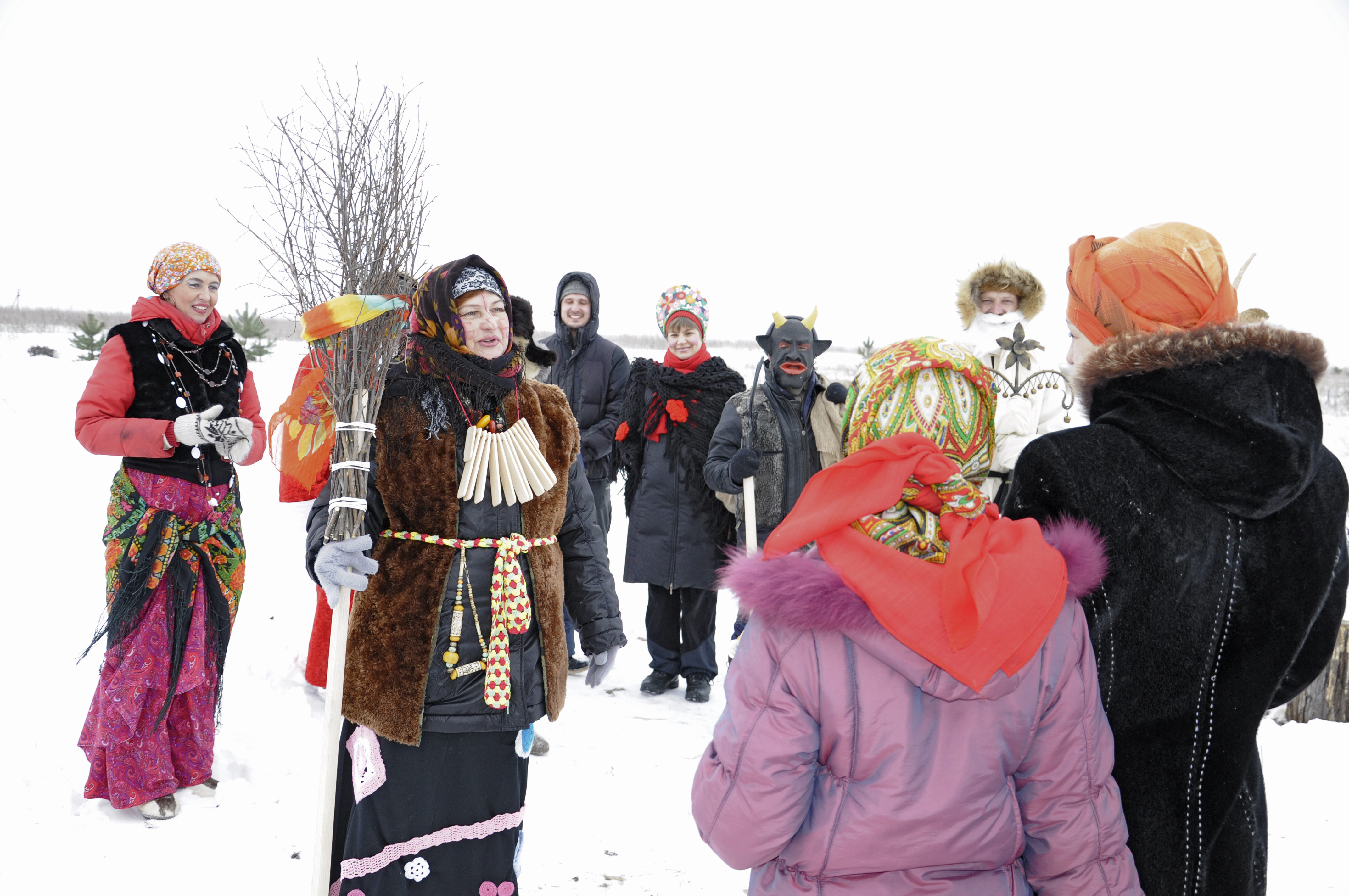
Des mummers pendant les vacances de Koleda dans l'oblast de Belgorod, Russie, en 2012.

### Animateurs de fête
Le mumming était utilisé comme moyen de divertissement lors de fêtes et de réceptions, une mention particulière est faite d'une fête où 150 porteurs de torche dirigeaient le même nombre de mummers, qui faisaient des acrobaties dans une variété de costumes, y compris des costumes d'animaux.

### Aspect social
À certains jours de fête (par exemple, les jours de Saint), une grande partie de la population mettait des masques et, dans des pratiques variant selon la géographie.
La formation de groupes itinérants de mummers est devenue une pratique populaire si courante qu'elle a été associée à un comportement criminel ou obscène, l'utilisation de masques permettait l'anonymat. Aussi, à l'époque d'Henri VIII, cette pratique fut interdite pendant un certain temps.[réf. nécessaire]

### Mumming et aristocratie
Sur des documents tels que des reçus et des factures de la fin du Moyen Âge, figurent des détails sur des fêtes de mumming organisées par les monarques anglais, Henri VIII étant connu pour se rendre parmi sa cour incognito en mummer. Plus tard, c'est ce dernier qui interdira la pratique du mumming et le port du masque en Angleterre.

### Les mummers de Terre-Neuve
Le « mummering » est une coutume de Terre-Neuve qui remonte à l'époque des premiers colons venus d'Angleterre et d'Irlande. Il partage des antécédents communs avec la tradition des pièces de théâtre des mummers, mais dans sa forme actuelle, il s'agit principalement d'une tradition de visite à domicile. À un moment donné pendant les douze jours de Noël, généralement la nuit de «l'ancien douzième» (le 17 janvier; équivalent au 6 janvier dans l'ancien calendrier julien), les gens se déguisaient avec de vieux vêtements et visitaient les maisons de leurs amis et voisins. Ils se couvraient parfois le visage avec une cagoule, une écharpe, un masque ou une taie d'oreiller pour garder leur identité cachée. Conformément au thème de l'inversion des règles et du déguisement, le travestissement était une stratégie courante, les hommes s'habillaient parfois en femmes et les femmes en hommes. Voyageant de maison en maison, certains mummers apportaient leurs instruments de musique pour jouer, chanter et danser dans les maisons qu'ils visitaient. L'hôte et l'hôtesse de ces fêtes servaient un petit déjeuner pouvant consister en un gâteau de Noël avec un verre de sirop ou de vin de myrtille ou de cornouiller. Certains mummers buvaient un grog de Noël avant de quitter chaque maison, un verre d'une boisson alcoolisée comme du rhum ou du whisky. Une partie importante de la coutume était un jeu de devinettes pour déterminer l'identité des visiteurs. Au fur et à mesure que chaque mummers étaient identifiés, ils découvraient leur visage, mais si leur véritable identité n'était pas devinée, ils n'avaient pas à se démasquer. Le festival des Mummers se déroule tout au long du mois de décembre et comprend notamment des ateliers sur la fabrication de "chevaux de bataille", généralement de fausses têtes de chevaux montées sur des manches à balais,.

### Les mummers de Philadelphie
Des pièces de théâtre de mummers ont été jouées à Philadelphie au XVIIIe siècle dans le cadre d'une grande variété de célébrations de rue ouvrières autour de Noël. Au début du XIXe siècle, la tradition du mumming a fusionné avec deux autres coutumes du Nouvel An, le tir à l'arme à feu et la coutume allemande de Pennsylvanie du «belsnickling» (des adultes masqués demandant aux enfants s'ils ont été bons au cours de l'année précédente). Tout au long du XIXe siècle, de grands groupes de jeunes hommes déguisés (souvent en blackface) de la classe ouvrière parcouraient les rues le jour de l'an, organisant des processions d'émeutes, tirant avec des armes en l'air et exigeant des boissons gratuites dans les tavernes, défiant les notions bourgeoises d'ordre et de bienséance.
Dans les années 1880, incapable de supprimer la coutume, le gouvernement de la ville a commencé à poursuivre une politique de cooptation, obligeant les participants à rejoindre des groupes organisés avec des chefs désignés qui devaient demander des permis et étaient responsables des actions de leur groupe. En 1900, ces groupes faisaient partie d'un défilé organisé et approuvé par la ville avec des prix en espèces pour les meilleures performances. Environ 15 000 mummers se produisent chaque année dans le défilé. Ils sont organisés en quatre types de troupes distinctes : Comics, Fancy, String Bands et Fancy Brigades. Tous s'habillent de costumes élaborés. Il y existe un Mummers Museum consacré à l'histoire des mummers de Philadelphie.

## Les mummers dans la fiction
Le roman de Thomas Hardy, The Return of the Native (1878), présente une représentation fictive d'une pièce de théâtre sur Edgon Heath. Il était basé sur l'expérience de son enfance.
Le roman Guerre et paix de Léon Tolstoï (1869) présente une représentation de mummers, avec Nikolai Rostov, Natasha Rostova et Sonya Rostova, faisant des visites de maison en maison. Ils sont représentés comme une foule bruyante dansant et riant dans des costumes scandaleux où les hommes sont habillés en femmes et les femmes en hommes.
L'histoire policière de Ngaio Marsh Off with His Head (1957) se déroule autour d'une version particulière de la pièce de guiser et de danse de l'épée, la fictive "Dance of the Five Sons", jouée le "Sword Wednesday" du solstice d'hiver. Les personnages utilisés dans cette danse sont décrits en détail, en particulier "The Fool", "The Hobbyhorse" et "The teaser" (appelée "Betty").
A Song of Ice and Fire de George RR Martin présente et fait souvent référence au mumming, avec des personnages faisant régulièrement référence à un événement comique, raté, incroyable ou fabriqué comme une "farce de mummers".

## Musique
Il existe plusieurs chants traditionnels associés aux pièces des mummers ; notamment les chansons "d'appel" des équipes de danse de l'épée :
- "The Singing of the Travels" des Symondsbury Mummers, apparaît sur SayDisc CD-SDL425 English Customs and Traditions (1997) avec un extrait de l'Antrobus, Cheshire, Soulcakers 'Play
  - Il apparaît également sur la Bibliothèque mondiale de musique folklorique et primitive. Vol 1. Angleterre , Rounder 1741, CD (1998/reis), coupe#16b
- "The Singing of the Travels" a également été enregistré par les Silly Sisters (Maddy Prior et June Tabor)[46].
- "A Calling-on Song" de Steeleye Span extrait de leur premier album Hark! The Village Wait est basé sur une chanson invitant à la danse de l'épée ou au pace-egg, dans laquelle les personnages sont présentés un par un.
- "The Mummers' Dance", une chanson à succès de l'album The Book of Secrets de Loreena McKennitt, fait référence à une pièce de théâtre traditionnelle printanière telle qu'elle est jouée en Irlande.
- "England in Ribbons", une chanson de Hugh Lupton et Chris Wood est basée sur les personnages d'une pièce de théâtre traditionnelle anglaise. Il a donné son nom à un programme de deux heures de musique anglaise traditionnelle, diffusé par BBC Radio 3 comme point culminant d'une journée entière de musique anglaise, le jour de la Saint-Georges 2006 [47]
- "The Mummer's Song", interprété par le groupe folk canadien Great Big Sea, mais écrit à l'origine par le groupe folk terre-neuvien Simani, est un arrangement de la chanson traditionnelle "The Mummer's Carol", qui détaille la tradition des mummers à Terre-Neuve-et-Labrador. Une version hip-hop de MWA (Mummers With Attitude) est sortie en 2014.
- Mummer est le titre d'un album de 1983 du groupe de rock anglais XTC.